# Caccobius indicus
Caccobius indicus là một loài bọ cánh cứng trong họ Bọ hung (Scarabaeidae).